# حكم (مصارعة)

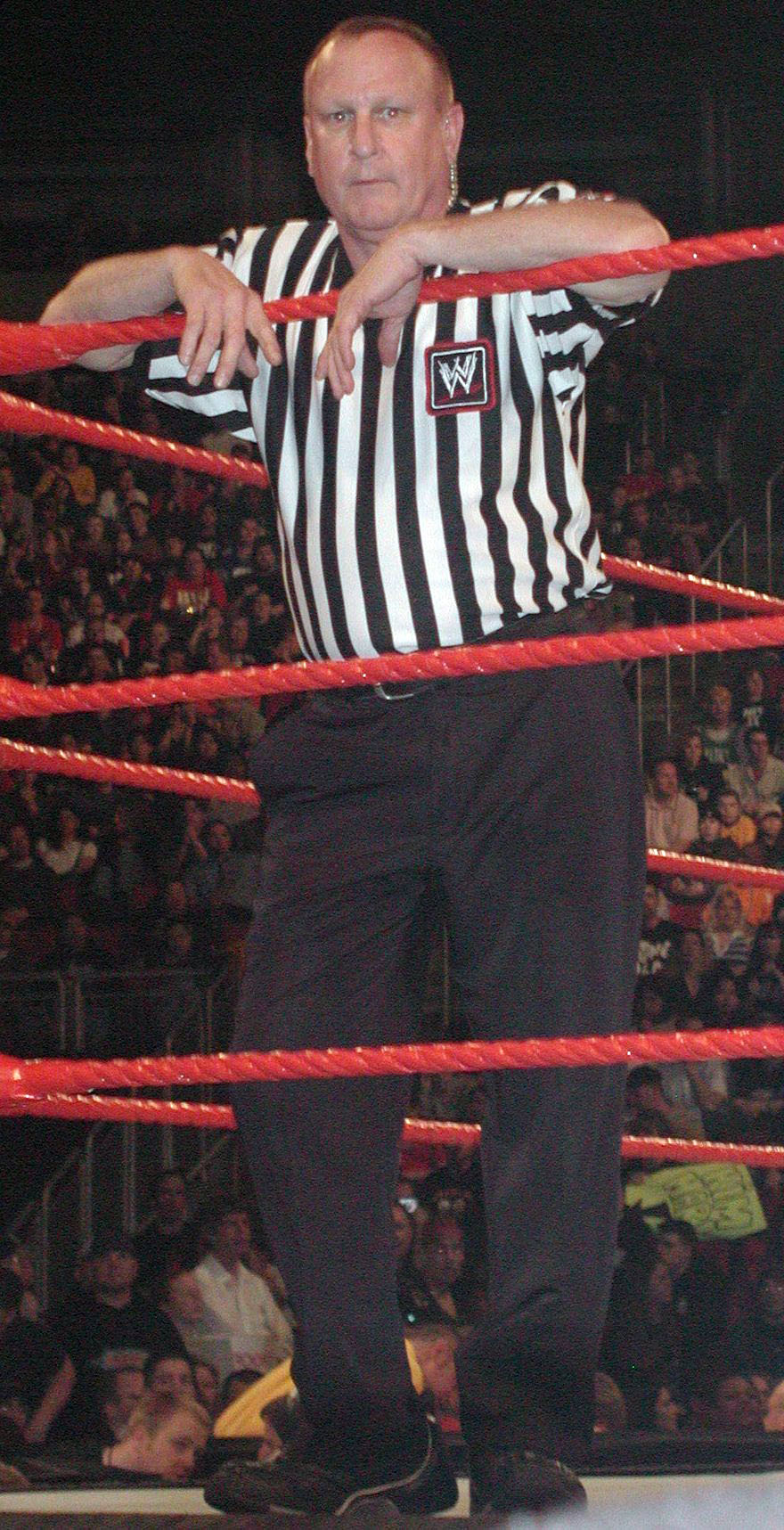
صرورة لي حكم المصارعة الحترفة WWE

الحكم في المصارعة المحترفة هو المشرف على المباراة في الحلبة أو بالقريب منها. ويقوم بإصدار الأحكام وفقًا للسيناريو المحدد مسبقًا.

## الحكم الخاص
في بعض المبارايات يتم استبدال الحكم العام بحكم خاص. غالبًا يكون الحكم الخاص مصارع أو من المشاهير (كمحمد علي في مهرجان راسلمينيا 1).

## حكام ملحوظين
- راندي أندرسون
- بيلي سيلفرمان
- تشارلز روبنسون
- دان إنغلر
- إيرل هيبنر
- جاك دوان
- جون كون
- مايك كيودا
- نيك باتريك
- جوزيف جيمس الابن
- شين مكمان
- تيودور لونغ
- تيم وايت
- تومي يونغ
- دريك يونغر